# Roseville (Míchigan)
Roseville es una ciudad ubicada en el condado de Macomb en el estado estadounidense de Míchigan. En el Censo de 2010 tenía una población de 47.299 habitantes y una densidad poblacional de 1.853,09 personas por km².

## Geografía
Roseville se encuentra ubicada en las coordenadas 42°30′27″N 82°56′12″O / 42.50750, -82.93667. Según la Oficina del Censo de los Estados Unidos, Roseville tiene una superficie total de 25.52 km², de la cual 25.45 km² corresponden a tierra firme y (0.29%) 0.08 km² es agua.

## Demografía
Según el censo de 2010, había 47299 personas residiendo en Roseville. La densidad de población era de 1.853,09 hab./km². De los 47299 habitantes, Roseville estaba compuesto por el 83.11% blancos, el 11.8% eran afroamericanos, el 0.42% eran amerindios, el 1.6% eran asiáticos, el 0.01% eran isleños del Pacífico, el 0.4% eran de otras razas y el 2.64% pertenecían a dos o más razas. Del total de la población el 2.01% eran hispanos o latinos de cualquier raza.